# Jean Coleman
Jean Coleman (ur. 9 listopada 1918, zm. 13 grudnia 2008) –  australijska lekkoatletka, sprinterka, trzykrotna medalistka igrzysk Imperium Brytyjskiego w 1938.
Na igrzyskach Imperium Brytyjskiego w 1938 w Sydney zdobyła srebrny medal w biegu na 220 jardów (za swą koleżanką z reprezentacji Australii Decimą Norman, a przed inną Australijką Eileen Wearne) oraz złote medale w sztafecie 110-220-110 jardów wraz z Norman i Wearne i w sztafecie 220-110-220-110 jardów wraz z Norman, Joan Woodland i Thelmą Peake.
Coleman zdobyła cztery medale mistrzostw Australii: w  1937/1938 złoty medal w biegu na 440 jardów i srebrny w biegu na 220 jardów, a w 1939/1940 złoty medal w biegu na 220 jardów i srebrny w biegu na 100 jardów.
Była dwukrotną  rekordzistką Australii w sztafecie 4 × 100 metrów do czasu 48,4 s (26 stycznia 1948 w Sydney).
Jej rekord życiowy w biegu na 200 metrów wynosił 24,9 s (ustanowiony 13 stycznia 1940 w Sydney).